# جوان جدا-افتاده
جوانان جدا-افتاده برچسبی است که در بحث سیاست عمومی ایالات متحده برای اشاره به NEET‌ها، جوانانی که «در حال تحصیل، اشتغال، یا مهارت‌آموزی نیستند» استفاده می‌شود. گزارش مارس ۲۰۱۷ Measure of America نشان می‌دهد که تعداد جوانان جدا-افتاده (در سنین ۱۶ تا ۲۴ سال) به ۴٫۹ میلیون نفر در ایالات متحده رسیده که تقریباً یک نفر از هر هشت نفر در این گروه سنی است. گاهی از جوانان جدا-افتاده به عنوان جوانان فرصت یاد می‌شود.
بر اهمیت این گروه تأکید می‌شود زیرا اعتقاد بر این است که سال‌های بین اواخر نوجوانی و اواسط دهه بیست دوره بحرانی است که در طی آن جوانان هویت بزرگسالی را شکل می‌دهند و به سمت استقلال حرکت می‌کنند. اثرات جدا-افتادگی جوانان - تحصیلات محدود، طرد اجتماعی، فقدان تجربه کاری، و فرصت‌های کمتر برای توسعه مربیان و ارتباطات کاری ارزشمند - می‌تواند پیامدهای بلندمدتی داشته باشد که گلوله برفی را در طول زندگی به همراه داشته باشد و در نهایت بر همه چیز از درآمد و خودکفایی‌شان تأثیر بگذارد و به سلامت جسمی و روانی و آینده زناشویی‌شان نیز آسیب بزند. بحث‌های زیادی در مورد چگونگی دسترسی به این جوانان و ارتباط میان آنها و نهادهای اجتماعی برای جلوگیری از بروز این پیامدهای منفی، جریان دارد.
تحلیل‌ها همچنین تأثیر اقتصادی جدا-افتادگی جوانان را نیز بررسی کرده‌است. طبق گزارش Measure of America، متوسط جوانان جدا-افتاده سالانه ۳۷۴۵۰ دلار برای دستگاه‌های خدمات دولتی با سطوح مختلف موفقیت، هزینه ایجاد می‌کنند.

## تعریف
این اصطلاح در سال‌های اخیر در میان طرفداران سیاست و محققان علوم اجتماعی، به‌ویژه پس از رکود بزرگ، کاربرد بیشتری پیدا کرده‌است. پس از یک دهه ثبات نسبتاً بدون تغییر، تعداد افراد جدا-افتاده شده به بیش از ۸۰۰۰۰۰ جوان بین سال‌های ۲۰۰۷ و ۲۰۱۰ افزایش یافت. آخرین داده‌ها نیز نشان می‌دهد که میزان جدا-افتادگی جوانان به ۱۲٫۳ درصد کاهش یافته‌است که کاهش قابل توجهی نسبت به بالاترین سطح آن، پس از رکود در سال ۲۰۱۰ که ۱۴٫۷ درصد یا ۵٫۸ میلیون جوان بوده، رسیده‌است.
مطالعه‌ای در سال ۲۰۱۲ توسط بنیاد آنی ای کیسی نشان داد که «داده‌ها آشکار می‌سازند که جمعیتی که امروزه بیشترین تلاش را برای ورود به باز کار و ماندن در مدرسه دارند، جوانانی هستند که تحصیلات کمتری دارند، از خانواده‌های کم درآمد و متعلق به نژاد یا اقلیت‌های قومی هستند."
وزارت آموزش و پرورش ایالات متحده، جوانان جدا-افتاده را به عنوان افراد ۱۴ تا ۲۴ ساله تعریف می‌کند، اما بر محاسبات انجام شده توسط Measure of America رنج سنی آن بین ۱۶–۲۴ است. برخی از محققان تعریف قطع ارتباط جوانان را محدود کرده‌اند تا افرادی که بالاتر از آستانه درآمد و تحصیلات هستند، و یا در کنار یک شریک زندگی والدین می‌شوند، کنار گذاشته شوند.
دو نظرسنجی که معمولاً برای محاسبه قطع ارتباط جوانان مورد استفاده قرار می‌گیرند، نظرسنجی جامعه آمریکا (ACS) و نظرسنجی جمعیت فعلی (CPS) هستند. هر نظرسنجی مزایای خود را دارد. ACS از افراد در «محله‌های گروهی» نظرسنجی می‌کند و حجم نمونه بزرگ‌تری دارد که امکان تفکیک جمعیتی و جغرافیایی داده‌ها را فراهم می‌کند، در حالی که CPS یک نظرسنجی قدیمی‌تر است، شامل داده‌های مربوط به سال ۱۹۴۰ به بعد.

## قطع ارتباط جوانان در ۲۵ منطقه بزرگ ایالات متحده
در زیر فهرستی از کلان‌شهرهای ایالات متحده آمده‌است که بر اساس نرخ جوانان جدا-افتاده، و همچنین نرخ‌های قطع ارتباط جوانان بر اساس نژاد و قومیت در مناطق کلان‌شهر طبقه‌بندی شده‌است.
| Rank | Metro Area               | All (percent) | African American (percent) | Latino (percent) | White (percent) |
| ---- | ------------------------ | ------------- | -------------------------- | ---------------- | --------------- |
|      | United States            | ۱۲٫۳          | ۱۸٫۹                       | ۱۴٫۳             | ۱۰٫۱            |
| ۱    | Boston                   | ۷٫۳           | ۱۰٫۸                       | ۹٫۶              | ۶٫۵             |
| ۲    | Minneapolis              | ۷٫۹           | -                          | -                | ۵٫۸             |
| ۳    | San Francisco            | ۹٫۲           | ۲۱٫۸                       | ۹٫۶              | ۶٫۹             |
| ۴    | San Diego                | ۹٫۷           | -                          | ۱۱٫۳             | ۸٫۶             |
| ۵    | Washington               | ۱۰٫۳          | ۱۴٫۶                       | ۱۱٫۹             | ۷٫۳             |
| ۶    | Denver                   | ۱۰٫۳          | -                          | ۱۴٫۶             | ۷٫۷             |
| ۷    | Seattle                  | ۱۰٫۹          | -                          | ۱۵٫۷             | ۱۰٫۲            |
| ۸    | Los Angeles              | ۱۱٫۱          | ۲۱٫۲                       | ۱۲٫۰             | ۸٫۴             |
| ۹    | Portland                 | ۱۱٫۲          | -                          | ۱۳٫۰             | ۱۱٫۶            |
| ۱۰   | Baltimore                | ۱۱٫۳          | ۲۰٫۵                       | -                | ۷٫۰             |
| ۱۱   | St. Louis                | ۱۱٫۵          | ۱۹٫۴                       | -                | ۸٫۵             |
| ۱۲   | Chicago                  | ۱۲٫۱          | ۲۲٫۹                       | ۱۲٫۲             | ۸٫۲             |
| ۱۳   | New York City            | ۱۲٫۲          | ۱۸٫۲                       | ۱۵٫۶             | ۸٫۷             |
| ۱۴   | Orlando                  | ۱۲٫۲          | ۱۷٫۴                       | ۱۴٫۱             | ۸٫۸             |
| ۱۵   | Miami                    | ۱۲٫۲          | ۱۷٫۰                       | ۱۱٫۹             | ۸٫۸             |
| ۱۶   | Dallas–Fort Worth        | ۱۲٫۴          | ۱۵٫۲                       | ۱۴٫۶             | ۱۰٫۴            |
| ۱۷   | Philadelphia             | ۱۲٫۹          | ۲۲٫۲                       | ۱۸٫۰             | ۸٫۵             |
| ۱۸   | Tampa-St. Petersburg     | ۱۲٫۹          | ۲۱٫۸                       | ۱۲٫۱             | ۱۱٫۱            |
| ۱۹   | Phoenix                  | ۱۳٫۲          | ۲۱٫۰                       | ۱۵٫۲             | ۱۰٫۶            |
| ۲۰   | San Antonio              | ۱۳٫۴          | -                          | ۱۵٫۶             | ۱۱٫۲            |
| ۲۱   | Atlanta                  | ۱۳٫۶          | ۱۷٫۸                       | ۱۳٫۱             | ۱۰٫۹            |
| ۲۲   | Houston                  | ۱۳٫۷          | ۱۵٫۳                       | ۱۵٫۸             | ۱۰٫۸            |
| ۲۳   | Charlotte                | ۱۴٫۷          | ۱۷٫۴                       | ۱۷٫۳             | ۱۳٫۳            |
| ۲۴   | Detroit                  | ۱۵٫۰          | ۲۵٫۶                       | -                | ۱۰٫۵            |
| ۲۵   | Riverside-San Bernardino | ۱۶٫۱          | ۲۱٫۱                       | ۱۶٫۵             | ۱۴٫۸            |